# 土橋亭里う馬 (8代目)
八代目 土橋亭 里う馬（どきょうてい りゅうば、1879年5月 - 没年月日不詳・昭和20年代?）は東京の落語家。本名∶岡田 左太郎。実弟は春風亭華扇。

## 経歴
- はじめは4代目春風亭柳枝門下で芝好。
- 1911年1月、玉屋柳勢と改名。
- 1913年1月、5代目柳亭左楽門下になり富楽。
- 1917年2月、柳亭右楽となって、左楽一門の番頭格として活躍した。俳句の腕前もなかなかの物であったと言う。
- 1920年12月、8代目土橋亭里う馬を襲名。
- 1933年ころに引退。
- 1948年頃、5代目古今亭今輔の仲立ちで里う馬の名跡を2代目桂小文治門人の桂文一（本名：黒柳吉之助）に譲った。その後は消息を絶っている。